# Castel Thun
Castel Thun ist ein Schloss im Nonstal in der Provinz Trient, Italien. Der gotische Baustil prägt die zunächst militärisch genutzte Höhenburg, die später in ein Renaissanceschloss umgewandelt wurde und heute einen Teil des Trentiner Landesmuseums beheimatet. Imposant sind die Türme und Schutzmauern mit dem spanischen Tor des Castells sowie der typische Innenhof.

## Lage
Castel Thun liegt im unteren Nonstal nordwestlich von Trient auf der orographisch linken Talseite des Noce. Die Anlage wurde auf einem Hügel namens Novesino oberhalb der zur Gemeinde Ton gehörenden Fraktion Vigo errichtet. Sie erstreckt sich in Nord-Süd-Richtung und passt sich den geomorphologischen Verhältnissen des Standortes an.

## Geschichte
Die Burg wurde erstmals 1268 als „Castro Belvesini“ urkundlich erwähnt. Sie war Stammsitz des Adelsgeschlechts von Thun und Hohenstein, welches die Burg von der zweiten Hälfte des 13. Jahrhunderts bis zum Tod des Grafen Zdenko von Thun 1982 besaß. 
Zuvor hatten die Herren von Thun (Tono/Tonne) bereits seit 1199 eine Burg auf dem Hügel „Vision“ beim Pass Rochetta vom Bischof von Trient zu Lehen erhalten, die Castel Visione genannt wurde. Das heutige Castel Thun erhielt zunächst den Namen „Belvesini“, dann bürgerten sich die Namen „Castro Novesini“ und „Castrum Toni“ ein. Neben Castel Thun kamen im Jahrhundert auch weitere Burgen in den Besitz des Geschlechts, vor allem Castel Bragher, Castel San Pietro und Castello di Castelfondo. 
Nach einem Brand 1529 wurde das Schloss wieder aufgebaut, mit neuen Befestigungsanlagen gegen Feuerwaffen, wie Geschützrampen, Wällen und massive Basteitürmen. In den 1540er-Jahren erfolgte eine weitere Verstärkung mit einem neuen Tor am Graben. Um 1600 erwähnt Marx Sittich von Wolkenstein einen Wall mit 30 Kanonen. Die knapp 1,8 km entfernt auf einem Felsvorsprung im Valle San Pietro, einem kleineren Seitental des Nonstals gelegene Castel San Pietro wurde dagegen bis Ende des 17. Jahrhunderts aufgegeben.
Von 1792 bis 1794 folgten umfangreiche Umbauten im Inneren. Die einstmals mittelalterliche Burg wandelte sich damit zu einem zeitgemäßen Schloss. Durch seine großzügige Unterstützung von Garibaldi geriet Graf Matteo Thun im 19. Jahrhundert in finanzielle Schwierigkeiten. Der Verkauf bzw. Verfall des Schlosses drohte. Die böhmische Linie der Thun, welche Anfang des 20. Jahrhunderts noch vermögend war, rettete das Castel vor dem Verfall und kaufte es 1926 unter Zdenko von Thun. Dieser bemühte sich um die Erhaltung des Schlosses und dessen Innenausstattung und nutzte es als Wohnsitz. Nach dem Tod des letzten Grafen Zdenko Thun 1982 übernahm die Familie Borga aus Mezzolombardo das Schloss, die es mit dem historischen Inventar der Autonomen Provinz Trient verkaufte. Nach über 18 Jahren der Restaurierung erfolgte am 17. April 2010 die feierliche Eröffnung als Museum.

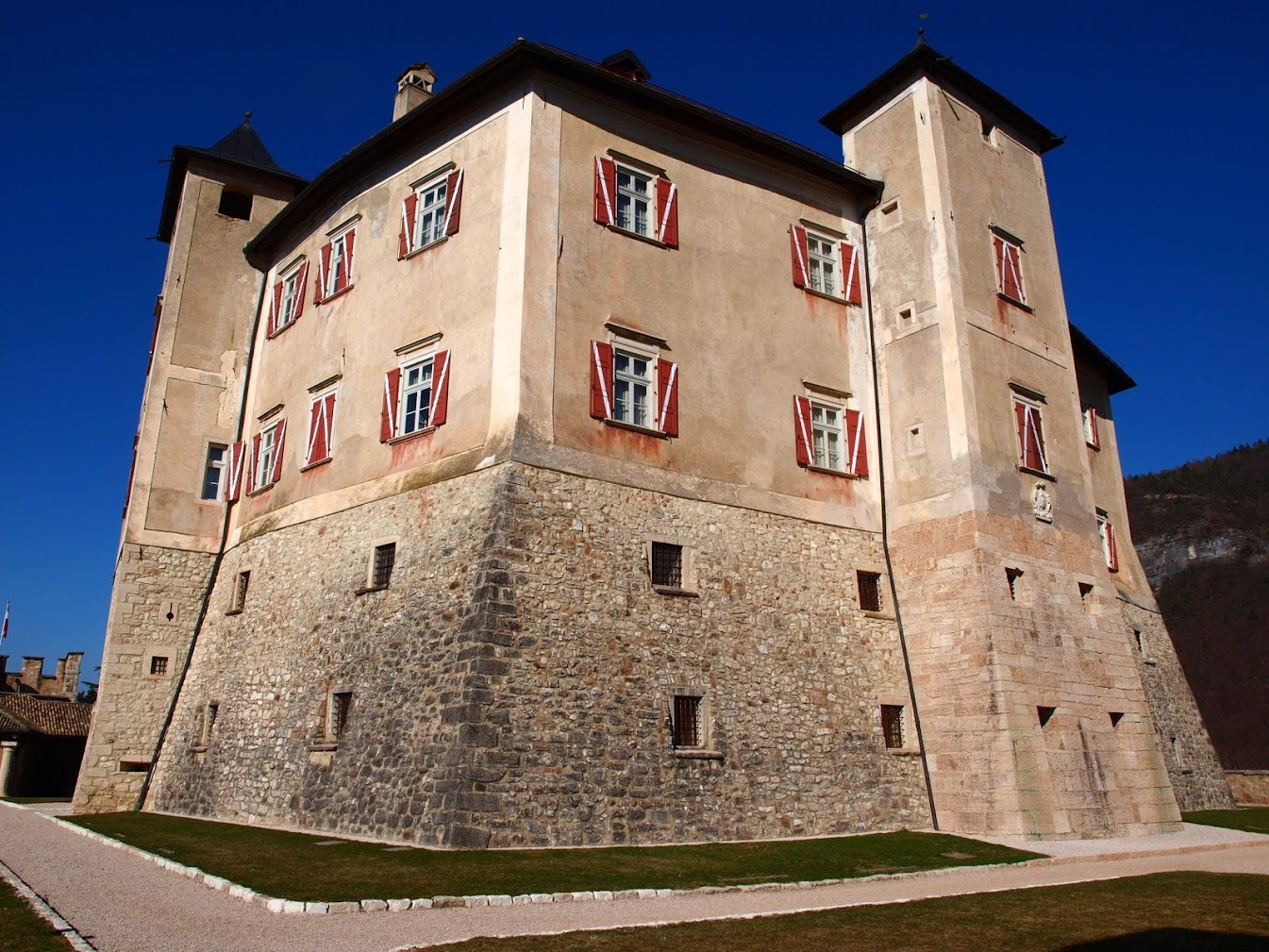
Süd- und Westseite
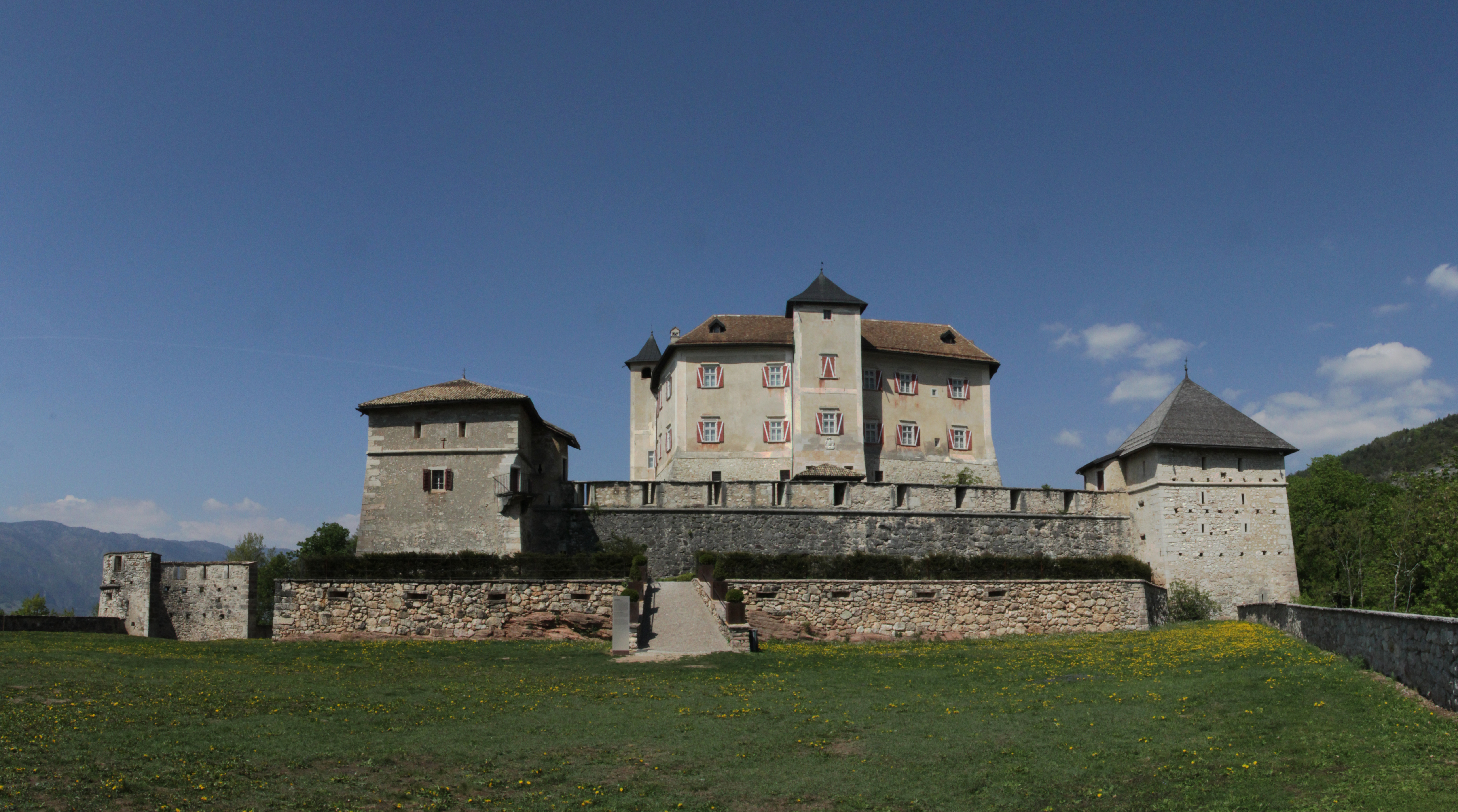
Basteien auf der Südseite
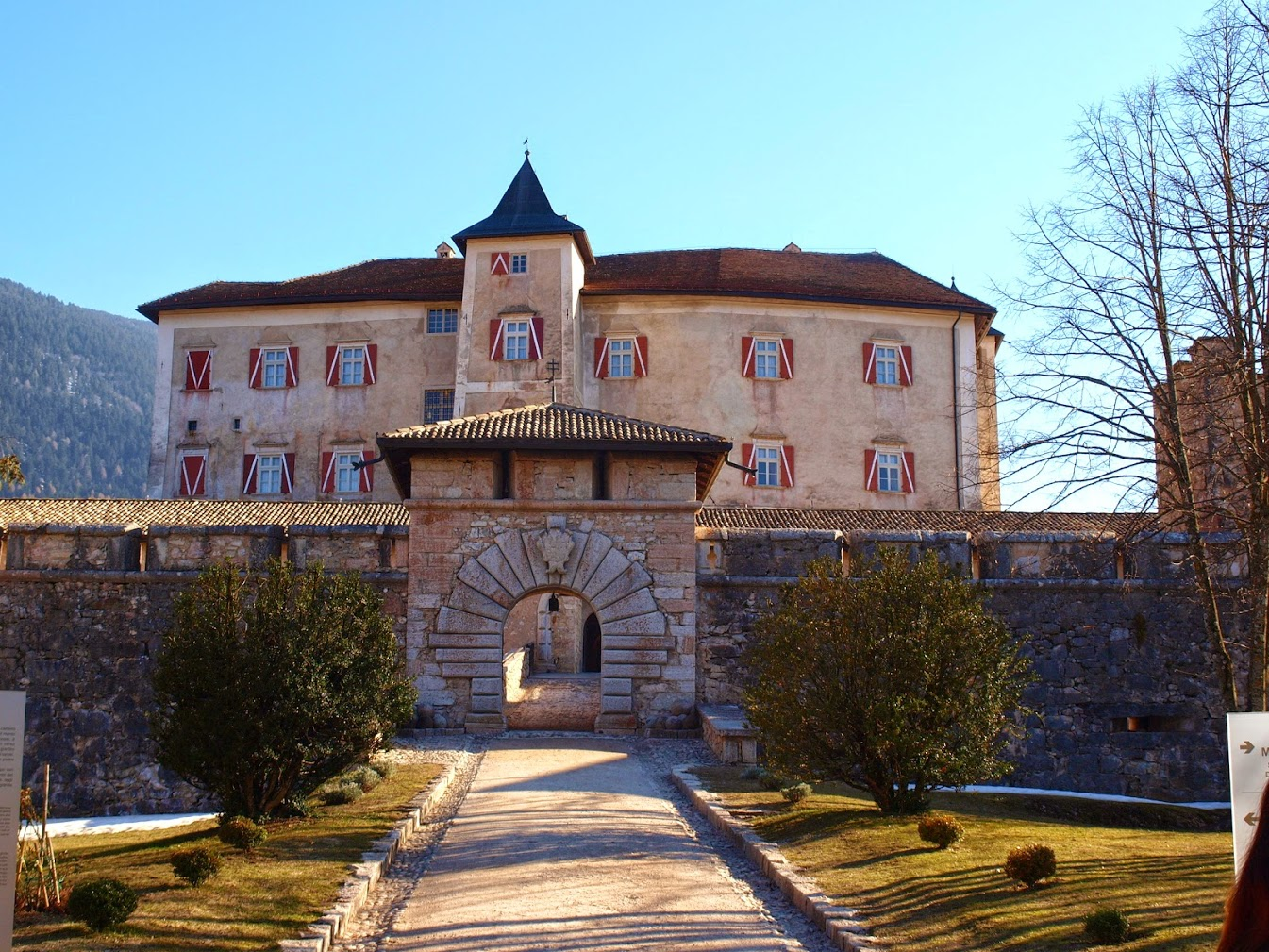
Burgtor mit Hauptfassade an der Nordseite
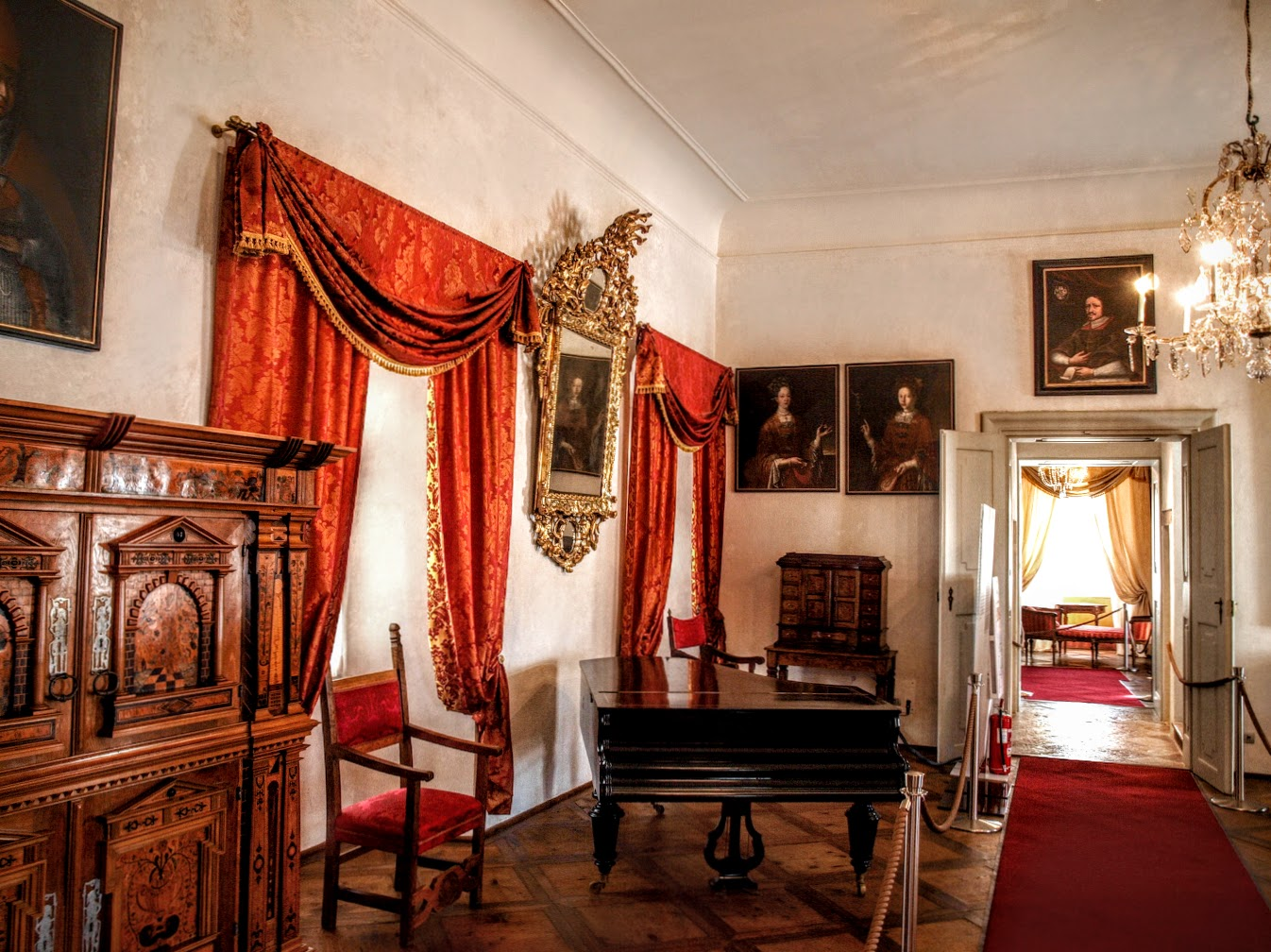
Salon